# Liste des chapitres et épisodes de Bokurano
Cet article liste les chapitres du seinen manga Bokurano, notre enjeu.

## Manga
| no | Japonais          | Japonais          | Français          | Français          |
| no | Date de sortie    | ISBN              | Date de sortie    | ISBN              |
| --- | ----------------- | ----------------- | ----------------- | ----------------- |
| 1 | 30 juin 2004      | 978-4-09-188502-9 | 24 avril 2008     | 978-2-84965-357-9 |
| Liste des chapitres : Épisode 1 : Kokopelli (1) Épisode 2 : Kokopelli (2) Épisode 3 : Kokopelli (3) Épisode 4 : Takashi Waku (1) Épisode 5 : Takashi Waku (2) Épisode 6 : Masaru Kodaka (1)                                            |                   |                   |                   |                   |
| 2 | 24 décembre 2004  | 978-4-09-188503-6 | 10 juillet 2008   | 978-2-84965-377-7 |
| Liste des chapitres : Épisode 7 : Masaru Kodaka (2) Épisode 8 : Dai'ichi Yamura (1) Épisode 9 : Dai'ichi Yamura (2) Épisode 10 : Mako Nakarai (1) Épisode 11 : Mako Nakarai (2) Épisode 12 : Mako Nakarai (3)                          |                   |                   |                   |                   |
| 3 | 30 juin 2005      | 978-4-09-188504-3 | 11 septembre 2008 | 978-2-84965-441-5 |
| Liste des chapitres : Épisode 13 : Isao Kako (1) Épisode 14 : Isao Kako (2) Épisode 15 : Isao Kako (3) Épisode 16 : Isao Kako (4) Épisode 17 : Chizuru Honda (1) Épisode 18 : Chizuru Honda (2)                                        |                   |                   |                   |                   |
| 4 | 26 décembre 2005  | 978-4-09-188306-3 | 11 décembre 2008  | 978-2-84965-526-9 |
| Liste des chapitres : Épisode 19 : Chizuru Honda (3) Épisode 20 : Chizuru Honda (4) Épisode 21 : Kunihiko Moji (1) Épisode 22 : Kunihiko Moji (2) Épisode 23 : Kunihiko Moji (3) Bonus                                                 |                   |                   |                   |                   |
| 5 | 30 juin 2006      | 978-4-09-188323-0 | 23 avril 2009     | 978-2-84965-551-1 |
| Liste des chapitres : Épisode 24 : Kunihiko Moji (4) Épisode 25 : Maki Ano (1) Épisode 26 : Maki Ano (2) Épisode 27 : Maki Ano (3) Épisode 28 : Maki Ano (4) Épisode 29 : Yōsuke Kirie (1)                                             |                   |                   |                   |                   |
| 6 | 26 décembre 2006  | 978-4-09-188349-0 | 27 août 2009      | 978-2-84965-624-2 |
| Liste des chapitres : Épisode 30 : Yōsuke Kirie (2) Épisode 31 : Yōsuke Kirie (3) Épisode 32 : Yōsuke Kirie (4) Épisode 33 : Takami Komoda (1) Épisode 34 : Takami Komoda (2) Épisode 35 : Takami Komoda (3)                           |                   |                   |                   |                   |
| 7 | 30 juillet 2007   | 978-4-09-188372-8 | 10 décembre 2009  | 978-2-84965-709-6 |
| Liste des chapitres : Épisode 36 : Takami Komoda (4) Épisode 37 : Takami Komoda (5) Épisode 38 : Aiko Tokosumi (1) Épisode 39 : Aiko Tokosumi (2) Épisode 40 : Aiko Tokosumi (3) Épisode 41 : Aiko Tokosumi (4) Bonus                  |                   |                   |                   |                   |
| 8 | 30 janvier 2008   | 978-4-09-188389-6 | 25 mars 2010      | 978-2-84965-776-8 |
| Liste des chapitres : Épisode 42 : Aiko Tokosumi (5) Épisode 43 : Kanji Yoshikawa (1) Épisode 44 : Kanji Yoshikawa (2) Épisode 45 : Kanji Yoshikawa (3) Épisode 46 : Kanji Yoshikawa (4) Épisode 47 : Kanji Yoshikawa (5)              |                   |                   |                   |                   |
| 9 | 30 septembre 2008 | 978-4-09-188425-1 | 24 juin 2010      | 978-2-84965-856-7 |
| Liste des chapitres : Épisode 48 : Kana Ushiro (1) Épisode 49 : Kana Ushiro (2) Épisode 50 : Kana Ushiro (3) Épisode 51 : Kana Ushiro (4) Épisode 52 : Kana Ushiro (5) Épisode 53 : Jun Ushiro (1) Bonus                               |                   |                   |                   |                   |
| 10 | 30 janvier 2009   | 978-4-09-188435-0 | 27 janvier 2011   | 978-2-82030-013-3 |
| Liste des chapitres : Épisode 54 : Yōko Machi (1) Épisode 55 : Yōko Machi (2) Épisode 56 : Yōko Machi (3) Épisode 57 : Yōko Machi (4) Épisode 58 : Yōko Machi (5) Épisode 59 : Yōko Machi (6)                                          |                   |                   |                   |                   |
| 11 | 26 décembre 2009  | 978-4-09-188490-9 | 7 juillet 2011    | 978-2-82030-156-7 |
| Liste des chapitres : Épisode 60 : Jun Ushiro (2) Épisode 61 : Jun Ushiro (3) Épisode 62 : Jun Ushiro (4) Épisode 63 : Jun Ushiro (5) Épisode 64 : Jun Ushiro (6) Épisode 64-2 : Jun Ushiro (6)-2 Épisode 65 : Truckifouette (1) Bonus |                   |                   |                   |                   |

## Anime
| No   | Titre français (traduction) | Titre japonais | Titre japonais   | Date de 1re diffusion |
| No   | Titre français (traduction) | Kanji          | Rōmaji           | Date de 1re diffusion |
| ---- | --------------------------- | -------------- | ---------------- | --------------------- |
| 1    | Jeu                         | ゲーム         | Gēmu             | 8 avril 2007          |
| 2    | Zearth                      | ジアース       | Jiāsu            | 15 avril 2007         |
| 3    | Secret                      | 秘密           | Himitsu          | 22 avril 2007         |
| 4    | Force                       | 強さ           | Tsuyosa          | 29 avril 2007         |
| 5    | Faiblesse                   | 弱さ           | Yowasa           | 6 mai 2007            |
| 6    | Luxure                      | 情欲           | Jōyoku           | 13 mai 2007           |
| 7    | Cicatrice                   | 傷             | Kizu             | 20 mai 2007           |
| 8    | Vengeance                   | 復讐           | Fukushū          | 27 mai 2007           |
| 9    | Famille                     | 家族           | Kazoku           | 5 juin 2007           |
| 10   | Amis                        | 仲間           | Nakama           | 12 juin 2007          |
| 11   | Vie                         | 命             | Inochi           | 19 juin 2007          |
| 12   | Les Liens du Sang           | 血のつながり   | Chi no Tsunagari | 26 juin 2007          |
| 13   | Terre                       | 地球           | Chikyū           | 3 juillet 2007        |
| 14   | Hésitation                  | 迷い           | Mayoi            | 10 juillet 2007       |
| 15   | Autodestruction             | 自滅           | Jimetsu          | 17 juillet 2007       |
| 15.5 | Réminiscence                | 追想           | Tsuisō           | 24 juillet 2007       |
| 16   | Véritable identité          | 正体           | Shōtai           | 31 juillet 2007       |
| 17   | Affection                   | 情愛           | Jōai             | 7 août 2007           |
| 18   | Réalité                     | 現実           | Genjitsu         | 14 août 2007          |
| 19   | Mère                        | 母             | Haha             | 21 août 2007          |
| 20   | Destin                      | 宿命           | Shukumei         | 28 août 2007          |
| 21   | Vérité                      | 真相           | Shinsō           | 4 septembre 2007      |
| 22   | Voyage                      | 道程           | Michinori        | 11 septembre 2007     |
| 23   | Paysage enneigé             | 雪景色         | Yukigeshiki      | 18 septembre 2007     |
| 24   | Histoire                    | 物語           | Monogatari       | 25 septembre 2007     |